# Stephan Praetorius
Stephan Praetorius (ou Prætorius) (allemand : Stephan Prätorius ; 3 mai 1536, à Salzwedel – 4 mai 1603 à Salzwedel) est un théologien et pasteur luthérien allemand.

## Biographie
Prætorius est né à Salzwedel, margraviat de Brandebourg. Il fait ses études à l'Université de Rostock où il enseigne également dans les écoles locales. Il est ordonné par Agricola à Berlin en 1565, devient prédicateur la même année au monastère du Saint-Esprit à Salzwedel, et peu après diacre de l'église Sainte-Marie et de 1569 jusqu'à sa mort est pasteur à Salzwedel.
Grand admirateur de Martin Luther et adversaire du jésuitisme et du calvinisme, Prætorius met l'accent sur les sacrements, mais pas au sens catholique romain, et s'en tient à la justification par la foi, bien qu'il ait également insisté sur la pureté de la vie.
Il est un précurseur de Johann Arndt et de Philipp Jacob Spener, mais n'est pas piétiste au sens étroit. Son manque de prudence lui vaut les accusations d'Antinomisme et de « perfectionnisme », cette dernière théorie étant même appelée plus tard « prétorianisme ». Par ses brochures, publiées par lui ou ses amis après 1570, Prætorius exerce une influence bien au-delà de sa propre congrégation. Celles-ci sont rassemblées et publiées par Arndt sous le titre Acht-und-fünfzig schöne, auserlesne, geist- und trostreiche Traktätlein (Lunebourg, 1622) contenant également quatorze hymnes avec leurs mélodies, l'une d'elles étant " Was hat gethan der heilige Christ? " Prætorius est également l'un des rares théologiens protestants de son siècle à exhorter la chrétienté à se conformer à la proclamation mondiale de l'Évangile.
Les traités de Prætorius sont ensuite arrangés sous forme de dialogues, avec certaines modérations, par M. Statius dans son Geistliche Schatzkammer der Gläubigen (Lunebourg, 1636). Là surgit sur ses écrits la controverse prétorienne, Abraham Calovius attaquant l'opinion de Prætorius et Statius selon laquelle les fidèles possèdent le salut non seulement en perspective mais en réalité. L'antagoniste de Spener, G.C. Dilfeld, considère Prætorius comme un proche d'Esaias Stiefel, et le surintendant général de Greifswald, Tiburtius Rango{ obtient l'interdiction du Schatzkammer en Poméranie suédoise. Malgré tout cela, les écrits de Prætorius sont continuellement lus et, dans le deuxième quart du XVIIe siècle, ils influencent un cercle de convertis à Cottbus et dans ses environs. Spener lui fait souvent allusion avec admiration, et la Schatzkammer est révisée par le pasteur Kornthal JH Stoudt (Stuttgart, 1869).